# Foreigner (포리너의 음반)
| 전문가 평가                   | 전문가 평가 |
| 평가 점수                     | 평가 점수   |
| 출처                          | 점수        |
| ----------------------------- | ----------- |
| AllMusic                      | [ 3 ]       |
| Christgau's Record Guide      | C           |
| The Rolling Stone Album Guide | [ 6 ]       |

《Foreigner》는 1977년 3월 8일에 발매된 영국과 미국의 록 밴드 포리너의 데뷔 스튜디오 음반이다. 이 음반은 세 개의 히트 싱글인 〈Feel Like the First Time〉, 〈Cold as Ice〉, 〈Long, Long Way from Home〉을 발매했다. 또한 〈Headknocker〉와 〈Starrider〉와 같은 음반 트랙이 수록되어 있는데, 후자는 리드 기타리스트이자 공동 설립자인 믹 존스의 드문 리드 보컬이 특징이다.

## 배경
존스는 밴드를 결성하기 전에 《Foreigner》에 수록된 여러 곡들을 작곡했다. 리드 싱어인 루 그램은 밴드를 결성하기 위한 오디션에서 〈Feel Like the First Time〉, 〈Woman, Oh Woman〉 그리고 〈At War with the World〉를 세 곡 불렀다. 밴드 결성 후, 그램과 존스는 〈Long, Long Way from Home〉 (이언 맥도널드와 함께), 〈Cold as Ice〉 그리고 〈I Need You〉를 포함한 여러 다른 곡들을 작업했다.

## 곡 목록
| #   | 제목                          | 작사·작곡                 | 재생 시간 |
| --- | ----------------------------- | ------------------------- | --------- |
| 1.  | 〈Feels Like the First Time〉 | 믹 존스                   | 3:49      |
| 2.  | 〈Cold as Ice〉               | 존스, 루 그램             | 3:19      |
| 3.  | 〈Starrider〉                 | 알 그린우드, 존스         | 4:01      |
| 4.  | 〈Headknocker〉               | 그램, 존스                | 2:58      |
| 5.  | 〈The Damage Is Done〉        | 존스, 그램                | 4:15      |
| 6.  | 〈Long, Long Way from Home〉  | 존스, 그램, 이언 맥도널드 | 2:53      |
| 7.  | 〈Woman Oh Woman〉            | 존스                      | 3:49      |
| 8.  | 〈At War with the World〉     | 존스                      | 4:18      |
| 9.  | 〈Fool for You Anyway〉       | 존스                      | 4:15      |
| 10. | 〈I Need You〉                | 그램, 존스                | 5:09      |

## 인증
| 국가                       | 인증        | 판매량/출하량 |
| -------------------------- | ----------- | ------------- |
| 오스트레일리아 (ARIA)      | 플래티넘    | 70,000^       |
| 캐나다 (뮤직 캐나다)       | 플래티넘    | 100,000^      |
| 일본 (RIAJ)                | 골드        | 100,000^      |
| 네덜란드 (NVPI)            | 골드        | 50,000^       |
| 미국 (RIAA)                | 5× 플래티넘 | 5,000,000^    |
| ^출하량을 기반으로 한 인증 |             |               |